# 1899 au Nouveau-Brunswick
Chronologie du Nouveau-Brunswick
- 1895
- 1896
- 1897
- 1898
- 1899
- 1900
- 1901
- 1902
- 1903

Cette page concerne des événements d'actualité qui se sont produits durant l'année 1899 dans la province canadienne du Nouveau-Brunswick.

## Événements
- Fondation du collège de Caraquet.
- Le député de Sunbury John Douglas Hazen devient chef de l'Opposition officielle du Nouveau-Brunswick et chef du Parti conservateur à la suite de la démission d'Alfred Augustus Stockton.
- 18 février : 30e élection générale néo-brunswickoise.
- 15 mars : Peter McSweeney est nommé sénateur par le premier ministre Wilfrid Laurier.

## Naissances
- 5 janvier : Hugh John Flemming, premier ministre du Nouveau-Brunswick.
- 14 mars : Kenneth Colin Irving, homme d'affaires.
- 26 mai : Muriel McQueen Fergusson, présidente du Sénat du Canada.

## Décès
- 1er janvier : Michael Adams, député et sénateur.
- 29 avril : George Frederick Baird, politicien.
- 10 août : Acalus Lockwood Palmer, député.
- 25 août : Thomas Temple, député et sénateur.
- 25 octobre : Peter Mitchell, premier ministre du Nouveau-Brunswick.